# Dmytro Chumak (esgrimidor)
Dmytro Olexandrovych Chumak –en ucraniano, Дмитро Олександрович Чумак– (Kiev, 1 de abril de 1980) es un deportista ucraniano que compitió en esgrima, especialista en la modalidad de espada.
Ganó dos medallas de bronce en el Campeonato Mundial de Esgrima, en los años 2005 y 2006, y cinco medallas en el Campeonato Europeo de Esgrima entre los años 2001 y 2005.
Participó en los Juegos Olímpicos de Pekín 2008, ocupando el séptimo lugar en el torneo por equipos y el 13.º en la prueba individual.

## Palmarés internacional
| Campeonato Mundial | Campeonato Mundial     | Campeonato Mundial | Campeonato Mundial |
| Año                | Lugar                  | Medalla            | Prueba             |
| ------------------ | ---------------------- | ------------------ | ------------------ |
| 2005               | Leipzig (Alemania)     | Medalla de bronce  | Espada por equipos |
| 2006               | Turín (Italia)         | Medalla de bronce  | Espada por equipos |
| Campeonato Europeo |                        |                    |                    |
| Año                | Lugar                  | Medalla            | Prueba             |
| 2001               | Coblenza (Alemania)    | Medalla de oro     | Espada por equipos |
| 2002               | Moscú (Rusia)          | Medalla de bronce  | Espada por equipos |
| 2003               | Bourges (Francia)      | Medalla de plata   | Espada por equipos |
| 2005               | Zalaegerszeg (Hungría) | Medalla de plata   | Espada por equipos |
| 2005               | Zalaegerszeg (Hungría) | Medalla de bronce  | Espada individual  |